# Джордан (певец)
Вижте пояснителната страница за други личности с името Джордан.
Джордан е български попфолк певец.

## Биография
Джордан е роден като Йордан Асенов-Атанасов Методиев на 15 март 1987 година в София в циганско семейство.
През 2011 година участва в концертите от лятното турне на „Фен ТВ“, телевизионния канал на издателя му „Ара Мюзик“, във Велико Търново и Стара Загора. През юли 2015 година Джордан издава песента „Всичко с теб“, във видеоклипа към която участие взема модела Моника Валериева.
В началото на ноември 2015 година Джордан подписва договор с водещия издател на попфолк музика „Пайнер“. На 6 януари 2016 година представя песента „На колене“ с видеоклип към нея.
На 20 май излиза дуетната песен на Джордан и Теди Александрова – „За най-красивата принцеса“. В края на месец май излиза видеото, към парчето „Муцуна“. В разгара на лятото излиза песента „Златото ми“, в която се включва Деси Слава. През зимата певецът финализира годината с песента „Спирам те“, в която участва Теди Александрова.
На 11 май 2017 г. певецът представя първата си песен за годината „Не те боли“.

## Дискография

### Студийни албуми
- Само моя (2007)[14]
- Какво съм ти виновен (2010)[14]

### Компилации
- Djordan Hit Collecton (2025)[15]

## Награди
- 2007 – Годишни награди на „Фен ТВ“ – Най-добър албум[14]
- 2007 – Годишни награди на сп. „Нов фолк“ – Дебютен албум на годината[14]
- 2018 – Годишни награди на FolkPlus – Дует на годината[16]
- 2024 – Клубен хит на годината за „Къртиш“[17]